# Station forestière

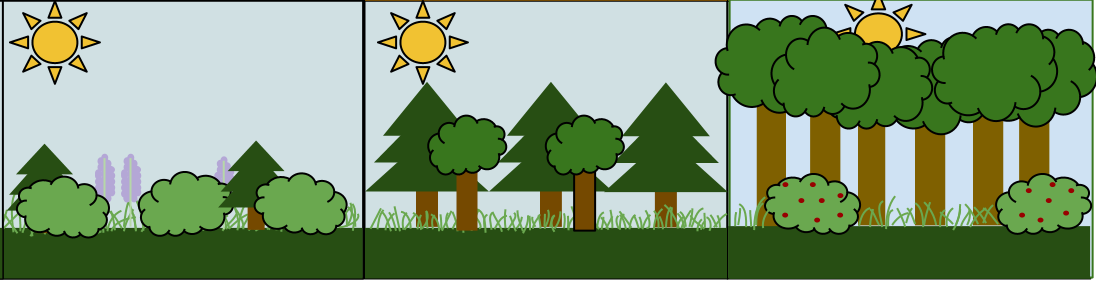
Représentation schématique de trois stations forestières.

Selon l'IGN, une « station forestière » est « une étendue de terrain de superficie variable (quelques mètres carrés à plusieurs dizaines d'hectares), homogène dans ses conditions physiques et biologiques : mésoclimat, topographie, géomorphologie, sol, composition floristique et structure de la végétation spontanée ».
Le gestionnaire forestier et le sylviculteur peuvent utilement identifier chaque station car ses caractéristiques géomorphologique, géologique ou pédologique, ainsi qu'écologiques (dites « stationnelles ») vont plus ou moins y contraindre la flore et la faune, et moduler leur résilience face aux actions de gestion sylvicole ou à des événements de type incendie, tempêtes, chablis.

## Étapes de construction d'une typologie des stations
La construction d'une typologie s’opère en plusieurs étapes :
- Une pré-étude  qui a pour objectif de rassembler tous les documents existant sur la zone concernée afin d’en appréhender la variabilité écologique et d’arrêter le plan d’échantillonnage stratifié des relevés phytoécologiques à réaliser pour construire le catalogue. Elle Inclut la prise de contact avec toutes les parties prenantes (scientifiques, techniques, administratives, professionnelles, etc.),  est l’occasion d’informer les futurs utilisateurs de la typologie et de solliciter leur participation à son élaboration. Elle permet aussi de roder l’équipe, parfois pluridisciplinaire, qui sera chargée de sa réalisation[3].
- Un type de station regroupe les stations qui se ressemblent plus entre elles qu’elles ne ressemblent aux autres[3]. C'est une unité de classification théorique et qui n'existe pas en tant que tel sur le terrain. Un type de station regroupe l'ensemble des stations analogues par certains critères : position topographique et/ou géomorphologie et/ou nature du sol et/ou composition floristique, etc. Un type de station est donc, par définition, indépendant de la nature du peuplement forestier actuel[4].
- Une typologie des stations forestières établit une classification des types de station existant sur un territoire et en fournit une description et une clé de détermination accessibles aux sylviculteurs et gestionnaires forestiers[5]. Produire une telle typologie nécessite d'étudier et cartographier les types de stations, ce qui en France a été fait à partir du milieu des années 1970, et diffusé sous forme de « catalogues des stations forestières » (par région forestière ou sylvoécorégion).

- Le catalogue des stations forestières  est un document inventoriant tous les types de station présents dans une région forestière. Les types de stations y sont scientifiquement décrites, avec quelques critères simples pour aider les forestiers à les identifier sur le terrain. Un catalogue comprend généralement  cinq partie : (1) une description générale de la région forestière, (2) une présentation de la méthode utilisée pour construire le catalogue et les critères de diagnostic pour identifier les types de station (souvent des groupes écologiques d'espèces faisant intervenir la phytosociologie), (3) une liste et une description des types de station forestière, (4) une clé de détermination des types de station et (5) éventuellement des éléments utiles sur les dynamiques végétales, les habitats forestiers et péri-forestiers, des conseils en sylviculture[3].  Il existe aussi des « catalogues simplifiés », proches des guides simplifiés qui sont des outils plus pédagogiques et de vulgarisation destinés à aider les forestiers sur le terrain.

Il existe aussi des guides de milieux forestiers qui décrivent pour une région géographique ou administrative les habitats forestiers et autres habitats associés (clairières, lisières, zones humides, etc.). Ils en détaillent la composition floristique, la structure du couvert forestier, les conditions de station et leur localisation, les dynamiques écologiques et phytosociologiques, la valeur patrimoniale (espèces protégées, menacées, aires protégées, etc.) et les types de stations associés à ces habitats. Ils offrent généralement aussi des conseils de gestion sylvicole et encouragent la préservation des habitats.

## Intérêt pour le sylviculteur ou le propriétaire forestier
Chaque station a ses propres caractéristiques en termes de fertilité, pH, sol, habitats, potentialité en production, dynamique de la végétation, vulnérabilité des sols (à l'érosion, au tassement, à la déshydratation…), disponibilité en eau… et de conséquences induites par certaines pratiques de gestion forestière. La connaissance stationnelle permet au gestionnaire de connaître :
- le choix de essences : des guides pour le choix des essences (ou « guides simplifiés ») présentent des unités de station (US) ayant les mêmes potentialités pour les principales essences d'une région, constituées par regroupement selon ce critère de types de station d’un (ou plusieurs) catalogue(s) ou à partir d’études autécologiques régionales. Véritable document opérationnel (présentation attrayante, volume réduit, notions scientifiques simplifiées) pour les gestionnaires forestiers, il reprend les rubriques d’un catalogue (sauf l’exposé de la méthode) et fournit des informations pratiques sur des aspects appliqués liés aux stations : fertilité, habitats, dynamique de la végétation, conséquences de certaines pratiques sylvicoles, conseils pour le choix des essences à cultiver, etc.
Avec le changement climatique, les anciens choix des essences par type de station doivent évoluer, notamment grâce aux données autoécologiques caractérisant la répartition, la vulnérabilité et la production des essences face aux évolutions prévues du climat[7].
- les relations station-production :  elles prédisent les potentialités de production en volume d’une essence sur un site, en fonction des caractéristiques des types de stations[3]. Une bonne connaissance de la station y permet théoriquement une productivité comprise entre des limites connues, pour un type de sylviculture donnée. La potentialité d'une station est la somme (quantitative et qualitative) des ressources qu'elle peut fournir (naturellement ou avec la meilleure gestion ou pour une gestion particulière). Ces ressources sont dans ce cas sylvicoles, mais aussi biologiques, agroforestières, paysagères, pour le tourisme et les loisirs, etc.)[8].  Cette notion est plus restrictive et utilitaire que celle d'écopotentialité. Une étude de potentialités sylvicole permet d'affiner, par type de station ou pour une station donnée « la production potentielle ou le comportement vis-à-vis de certaines conditions du milieu d’une (ou de plusieurs) essence(s) »[9].

Le forestier, pour préparer son plan de gestion de sa forêt (ou aménagement), doit évaluer le type de station sur laquelle il travaille, sur la base d'indices pédologiques, géologique, géomorphologiques et botaniques, le cas échéant en se référant à une « typologie des stations forestières » et éventuellement à un « catalogue des stations forestières » quand il existe ; ce catalogue inventorie par région forestière les types de station existant, avec une description scientifique et des critères simples pour les identifier sur le terrain. Il existe aussi dans certaines régions un « catalogue simplifié » au format poche, et des guides pour le choix des essences à favoriser lors d'une régénération naturelle.

## Les études typologiques de stations forestières réalisées en France
Au 1er mars 2004, 145 catalogues et 66 guides des stations forestières étaient disponibles. Les documents correspondants, de type catalogue, étude, pré-étude, guide des milieux forestiers, guide simplifié ou étude de potentialités forestières sont accessibles pour une zone géographique (département, anciennes ou nouvelles régions administratives, grande région écologique, sylvoécorégion) sur le site de l’inventaire forestier de l’IGN.